# Agartalá
Agartalá (Agartala) é a capital do estado de Tripurá, Índia, situada na margem do rio Haroa, a dois quilómetros da fronteira com o Bangladesh.
Tem cerca de 367 000 habitantes (2004). As línguas mais faladas na cidade são o bengali, kokborak, hindi e inglês.

## História
Capital de Tripurá desde 1840 quando o Maharaja Krishna Manikya moveu a sua capital de outra cidade homónima, a velha Agartalá.

## Arquitectura
- Palácio de Ujjayanta, rematado em 1901, antigo palácio real, agora sede da Assembleia Legislativa de Tripurá.
- Templo de Jaganath.
- Templo de Umamaheswar.